# Medal Służby Kanadyjskich Ochotników
Medal Służby Kanadyjskich Ochotników (ang. Canadian Volunteer Service Medal) – medal Wspólnoty Brytyjskiej, za udział w II wojnie światowej ustanowiony 22 października 1943.

## Zasady nadawania
Medal był nadawany wszystkim, niezależnie od ich rangi, służącym w marynarce, siłach zbrojnych i lotnictwie Kanady, którzy aktywnie brali udział w ochotniczej służbie i ukończyli ją po pełnych 18 miesiącach (540 dniach) między 3 września 1939 i 1 marca 1947.
6 czerwca 2003 uprawnienia do medalu zostały zwiększone i przyznawano go członkom i rezerwistom RCMP, którzy ochotniczo służyli w czasie II wojny światowej.

## Opis medalu
Okrągły srebrny medal (próba 925) o średnicy 1.42 cala.
awers: przedstawia 7 maszerujących postaci reprezentowanych przez kobiety i mężczyzn z armii, sił powietrznych, marynarki wojennej oraz medycznej służby kobiet, na obwodzie inskrypcja 1939 CANADA 1945 VOLUNTARY SERVICE VOLONTAIRE.
rewers: przedstawia godło Kanady.

## Klamra
- Srebrna klamra z liściem klonu w środku, nadawana za 60 dni służby poza Kanadą.

Na baretce noszona jest tylko przypinka: srebrny liść klonu.
W sumie wydano 1 183 000 medali, w tym 525 500 przypinek (klamr).
Wstążki wydawano podczas wojny, medale zaś dopiero po jej zakończeniu.